# Jan Kolasa
Jan Kolasa (ur. 3 grudnia 1926 w Kobylanach, zm. 13 sierpnia 2016 w Obornikach Śląskich) – polski prawnik, profesor nauk prawnych, specjalizujący się w prawie międzynarodowym publicznym.

## Życiorys
W 1950 ukończył studia prawnicze na Uniwersytecie Wrocławskim, w latach 1949–1956 pracował w Bibliotece Zakładu Narodowego im. Ossolińskich, od 1956 w Instytucie Nauk Prawno-Ustrojowych UWr, w 1960 obronił pracę doktorską (Prawo narodów w szkołach polskich wieku Oświecenia napisaną pod kierunkiem Stanisława Huberta), habilitował się w 1965, w 1975 otrzymał tytuł profesora nadzwyczajnego, w 1982 profesora zwyczajnego. W latach 1969–1991 był wicedyrektorem, w latach 1991–1997 dyrektorem Instytutu, w latach 1969–1997 kierował Zakładem Prawa Międzynarodowego.
Pod jego kierunkiem w 2008 stopień naukowy doktora uzyskał Bartłomiej Krzan.
W latach 1995–2005 był członkiem Rady Kuratorów Zakładu Narodowego im. Ossolińskich.

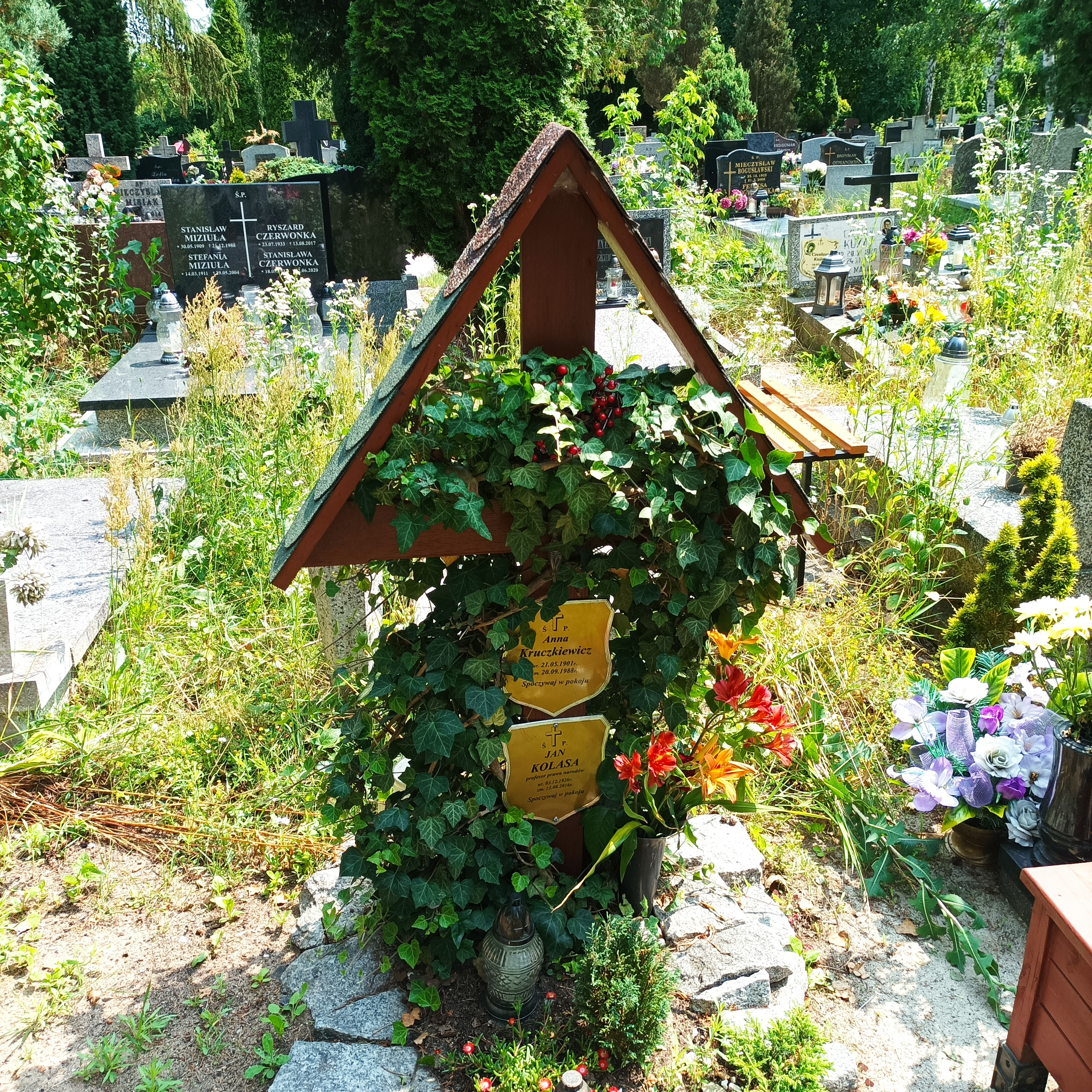
Grób prof. Jana Kolasy na Cmentarzu Świętej Rodziny

## Publikacje
- Prawo narodów w szkołach polskich wieku Oświecenia (1954)
- International intellectual cooperation. The League experience and the beginnings of UNESCO (1962)
- Rules of procedure of the United Nations General Assembly. A legal analysis (1967)
- Głosowanie w powszechnych organizacjach międzynarodowych. Wybrane zagadnienia prawne (1973)
- GATT. Z zagadnień tworzenia i stosowania prawa handlu międzynarodowego (1979)
- Disarmament and arms control agreements. A study on procedural and institutional law (1995)
- Towarzystwo Przyjaciół Ossolineum w dziejach Zakładu Narodowego im. Ossolińskich (2011) - z Dobrosławą Platt

## Odznaczenia i nagrody
W PRL był odznaczony Krzyżem Kawalerskim Orderu Odrodzenia Polski. Otrzymał także Medal Komisji Edukacji Narodowej.